# Peter H. Meurer

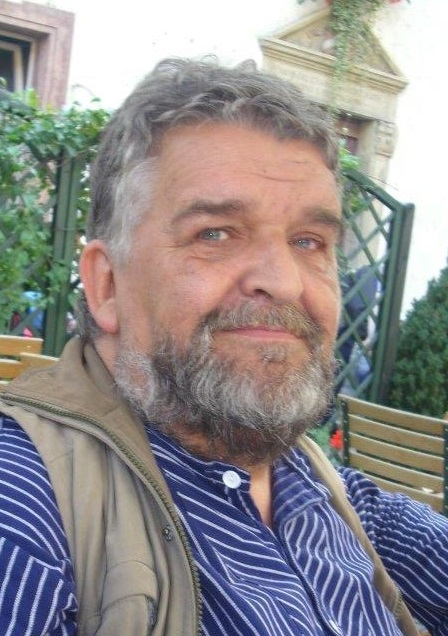
Peter H. Meurer 1951–2020

Peter H. Meurer (* 10. April 1951 in Horst; † 11. März 2020) war ein deutscher Kartographiehistoriker.

## Leben
Peter Heinrich Meurer wurde im Ort Horst geboren. Die erste Ausbildung erhielt er auf der dortigen Volksschule und ab 1961 besuchte er das humanistische Kreisgymnasium in Heinsberg, wo er 1971 das Abitur machte. Von 1972 bis 1977 absolvierte er ein Magister-Studium an der Rheinisch-Westfälischen Technischen Hochschule Aachen in den Hauptfächern Geographie und Architekturgeschichte sowie ab 1981 ein Studium der Wissenschaftsgeschichte an der Universität Bonn. Am 10. Juli 1991 wurde Peter H. Meurer an der Freien Universität Berlin mit seiner Arbeit Fontes Cartographici Orteliani promoviert.
Für sein ehrenamtliches Engagement in der Heimatforschung wurde er 1985 mit dem Rheinlandtaler ausgezeichnet, der Personen verliehen wird, die sich in besonderer Weise um die kulturelle Entwicklung des Rheinlands verdient gemacht haben.

## Schriften (Auswahl)
Das Verzeichnis seiner über 200 Publikationen wird zusammen mit einem Nachruf in Heft 61 (2020) der Fachzeitschrift für Kartengeschichte Cartographica Helvetica veröffentlicht.
- Das Festungsbuch des Nicolas Person : wichtige Festungen Europas Ende des 17. Jahrhunderts. Bad Neustadt a.d. Saale : Dietrich Pfaehler, 1984. ISBN 3-922923-29-1
- Atlantes Colonienses : die Kölner Schule der Atlaskartographie : 1570-1610. Bad Neustadt a.d. Saale : Dietrich Pfaehler, 1988. ISBN 3-922923-33-X
- Fontes Cartographici Orteliani. Das „Theatrum Orbis Terrarum“ von Abraham Ortelius und seine Kartenquellen. Weinheim: VCH – Acta humaniora, 1991. ISBN 3-527-17727-2
- Corpus der älteren Germania-Karten. Ein annotierter Katalog der Gesamtkarten des deutschen Raumes von den Anfängen bis um 1650. Alphen aan den Rijn: Canaletto, 2001. ISBN 90-6469-756-6
- Die Manuskriptatlanten Christian Sgrootens.  Alphen aan den Rijn : Canaletto-Repro Holland, 2007. ISBN 978-90-6469-821-7
- Meurer verfasste zahlreiche Artikel im Biographisch-Bibliographischen Kirchenlexikon (BBKL).